# カンムリシギダチョウ属
カンムリシギダチョウ属（カンムリシギダチョウぞく、Eudromia）は、鳥綱シギダチョウ目（ダチョウ目とする説もあり）シギダチョウ科に分類される属。

## 分類
以下の分類・英名は、IOC World Bird List(v11.1)および山階（1986）に従う。和名は、山階（1986）に従う。
- Eudromia elegans カンムリシギダチョウ Elegant crested tinamou
- Eudromia formosa ミコシギダチョウ Quebracho crested tinamou

## 画像

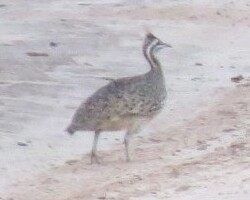
ミコシギダチョウ E. formosa